# Nicolas Reyes
Nicolas Reyes, né le 22 novembre 1958, est le chanteur du groupe musical français Gipsy Kings. Il est le fils du fondateur des Gipsy Kings José Reyes, le cousin de Manitas de Plata et d'Hyppolyte Baliardo.
Il chante dans des styles différents qui comprennent principalement des éléments traditionnels et populaires de flamenco et la musique de danse latino-américaine rumba. Avec sa voix rauque, il est un des chanteurs de flamenco les plus connus au monde[réf. nécessaire]. Avec les Gipsy Kings, Nicolas Reyes a chanté des chansons telles que Bamboleo, Volare, Hotel California et beaucoup d'autres en tête du palmarès. De plus, il joue (rythme) de la guitare et palmas (battements de mains). Il est gaucher. 
Nicolas Reyes est le troisième des cinq fils du chanteur José Reyes, ses frères aînés sont Pablo et Canut Reyes et les plus jeunes sont Patchaï et André (tous sont des membres actifs du groupe). Nicolas continue de chanter pour le groupe, bien que Canut et Patchaï apparaissent aussi comme voix principale. Georges, fils de Nicolas né en 1975, tourne également avec le groupe.
Nicolas Reyes parle catalan et français. Il habite Arles, dans le sud de la France à proximité des autres membres des Gipsy Kings et de leurs proches qui vivent entre Arles et Montpellier.